# (30821) Chernetenko
(30821) Chernetenko est un astéroïde de la ceinture principale.

## Description
(30821) Chernetenko est un astéroïde de la ceinture principale. Il fut découvert le 15 septembre 1990 à Naoutchnyï par Lioudmila Jouravliova. Il présente une orbite caractérisée par un demi-grand axe de 2,31 UA, une excentricité de 0,20 et une inclinaison de 4,3° par rapport à l'écliptique.

## Compléments